# Бушидо
Бушидо (јап. 武士道 — пут ратника; буши — ратник, до — пут) описује данас кодекс понашања и животну филозофију ратничког сталежа Јапана, тј. самураја, слично кодексу европских витезова. Своју популарност и познавање бушидо захваљује посебно Инацо Нитобе и његовој 1899. на енглески писаној књизи Bushido — the Soul of Japan (Бушидо — душа Јапана). Према њему бушидо је:
Бушидо је дакле кодекс оних моралних начела које витези треба да посматрају. Он у првом реду није један писмено фиксирани кодекс; он се састоји од нашелства, усмено предани и само делимично од познатих витеза или научника написано. Он је кодекс који права дела чини светим, закон који је написан у срцу. Бушидо се не гради на креативна дела једног способног мозга или на животу познатих личности. Он је више продукт органског раста у вековима војног развоја.

## Етимологија
Појам бушидо настаје као кодекс понашања у 17. веку за време токугава-шогуната. Независно од саме садржине он је продукт тог времена, једног времена, у којем је у Јапану трајао дуги мир и кад су грађански ратови давно завршени. Када је Нитобе крајем 19. века написао Бушидо — душа Јапана, није био свестан да је тај појам већ постојао. Мислио је да ствара нови и био је касније изненађен, кад су га упутили на њега. Због тога се не морају узимати за сасвим једнако историјски бушидо токугава-шогуната и бушидо јапанског романтизма који је касније дефинисао Нитобе. 

## Генерално
Бушидо се развио из филозофије будо, које је дефинисало дела и дужности самураја. Он помиње апсолутну лојалност самураја према свом господару, тј. даимјо, и спремност за њега и за вредности бушидоа жртвовати и живот. Самураји и животна филозофија бушидо били су високо цењени, исто зато што су самураји у различитим периодима јапанске историје припадали највишим сталежима јапанског друштва.
За самураја се разумело само од себе, да се поред ратне вештине бави и уметностима, науком, религијом и филозофијом (文武両道, бумбу рјодо, обоје путеви литературе и рата). На првом месту стајала је увек лојалност према господару. Самураји су развили строги кодекс понашања, који је међу другом садржавао и седам врлине ратника. Тај кодекс био је основа за сав живот, те и приватни. Повреде тог кодекса сматране су за нечаствене, што се завршило често у сепуку, ритуалном самоубиству.

## Седам врлина
1. Ги (義): Искреност, праведност
2. Ју (勇): Храброст
3. Џин (仁): Доброта
4. Реј (礼): Учтивост, уљудност
5. Макото (誠) или Шин (真): Истина, честитост
6. Меијо (名誉): Част
7. Чуги (忠義): Верност или Чу (忠): Дужност и лојалност

## Пет главних захтева
Пет главних принципа или захтева које је тражио бушидо, сједињени под појам Доџокун: 
1. Верност
Верност према господару и љубав према домовини
Верност и поштовање према родитељима
Верност према себи, вредноћа
2. Учтивост, уљудност
Љубав
Умереност
Етикета (понашање)
3. Храброст
Тврдоћа и хладнокрвност
Стрпљивост и издржљивост
Сналажљивост
4. Отвореност и искреност
Част
Праведност
5. Умереност, скромност
Чистоћа

Нарочито религиозно оријентисани списи за главне врлине и принципе наводе: Искреност, храброст, милосрђе, учтивост/уљудност, честитост и лојалност.

## Историја
Бушидо је био кодекс части и није извор за историјску истинитост, што се у бурној јапанској историји може лако увидети. Као што је било међу европским витезима и код самураја је било издаје, поткупљивања, мучких убиства и мењање странака. 
Бушидо исто тако није постојао као један писмени или религиозни манифест, већ се сумирао из јапанске културе под утицају разних религија и филозофија, и по временским условима различитих периода. Био је више начин мишљења који је утицао на свакодневницу него одређена духовност. Најјаче се дефинисао у Едо периоду, дакле, за време дугог мира у периоду Токугава-шогуната. 
Филозофија бушидоа утицала је на борилачке вештине самураја и на млађе борилачке вештине као што су аикидо, ијаидо, кендо, кенџуцу, кјудо, нагинатадо, џијуџицу, џудо и неколико карате стилова.

## Бушидо данас
Због принципа безусловне послушности према владару/властима бушидо се нарочито у западним друштвима сматра анахроничним, старомодним.
Али, Бушидо има свој значај у традиционалним јапанским и другим борилачким вештинама и спортовима, где се, посебно у спортском такмичењу, противник не сматра непријатељем, него пријатељем који омогућава да се испробају сопствене способности. 
Многима у савременом Јапану бушидо такође служи за оријентацију ка вредностима изван демократско-капиталистичког начина живота западног типа, али такав прилаз може да се преобрати у своју супротност, тако да уместо у једну врсту ослобођења, кроз принципе верности и вредноће одведе у крајност тоталне послушности друштву и раду.